# Amar Bendjama
Amar Bendjama (en arabe : عمار بن جامع) est un diplomate algérien, né en 1951 à Skikda en Algérie. Il occupe actuellement le poste d'Ambassadeur d'Algérie et représentant permanent auprès des Nations unies à New York depuis le 11 avril 2023,,.

## Biographie
Diplômé de l’École nationale d'administration d'Alger (promotion 1975), il rejoint le ministère des Affaires étrangères la même année, où il progressera dans sa carrière professionnelle avant de devenir ambassadeur d'Algérie dans plusieurs capitales, notamment à Addis-Abeba, Londres, Tokyo, Bruxelles et Paris, après son passage à la mission de l’ONU à New York. Il fut le collaborateur direct d’Ahmed Attaf en tant que secrétaire général du ministère des Affaires étrangères, entre 1996 et 2000,,.
Par décret présidentiel du 11 avril 2023 paru au journal officiel N°25, Amar Bendjama est nommé ambassadeur d'Algérie et représentant permanent auprès de l'organisation des Nations unies à New York en remplacement de Nadir Larbaoui. Cette nomination coïncidera avec l'élection de l'Algérie le 6 juin 2023 et pour la quatrième fois de son histoire, par l'Assemblée générale de l'ONU, comme membre non permanent au Conseil de sécurité pour la période 2024-2025. Le 2 janvier 2024, l'Algérie a entamé son mandat pour une durée de deux ans en tant que membre non permanent au Conseil de sécurité des Nations unies. À cette occasion, Amar Bendjama a placé le drapeau de l'Algérie dans la « Media Stakeout Area », un endroit dédié aux déclarations à la presse, situé devant l’entrée de la salle du Conseil de sécurité. Lors de cette cérémonie officielle, l’ambassadeur Bendjama, a confirmé :

« l’engagement inébranlable de la diplomatie algérienne à contribuer activement à la promotion des valeurs de paix et des principes du dialogue, visant à résoudre les différends et à renforcer la coopération internationale. »

Il a également accentué que, durant son mandat : 

« l’Algérie sera la voix des peuples opprimés et sous domination coloniale pour réaliser leur droit à l’autodétermination, et s’attellera à renforcer le multilatéralisme, à défendre les règles et principes du droit international, notamment le principe du règlement pacifique des conflits conformément à la charte des Nations unies. »

## Parcours
Amar Bendjama a occupé plusieurs postes au sein de l'administration centrale du ministère des Affaires étrangères et à l'étranger,,, dont :
- 1977-1979 : chef de bureau des visites officielles au ministère des Affaires étrangères
- 1980-1984 : premier secrétaire de l'ambassade d'Algérie à l'URSS
- 1984-1989 : directeur adjoint des pays socialistes d’Europe au Ministère des Affaires étrangères
- 1989-1991 : représentant permanent adjoint auprès des Nations unies, à New York
- 1991-1994 : ambassadeur en Éthiopie, ainsi que représentant de l’Algérie auprès de l’Organisation de l'unité africaine (OUA)
- 1994-1996 : ambassadeur au Royaume-Uni
- 1996-2000 : secrétaire général du ministère des Affaires étrangères
- 2001-2005 : ambassadeur au Japon
- 2005-2009 : conseiller auprès du ministre des Affaires étrangères chargé des questions euro-méditerranéennes
- 2010-2013 : ambassadeur en Belgique et au Luxembourg, ainsi que chef de délégation auprès de l’Union européenne et représentant auprès de l’Organisation du traité de l’Atlantique nord (OTAN)
- 2013-2016 : ambassadeur en France et à Monaco, ainsi que chef de délégation auprès de l'Organisation des Nations unies pour l'éducation, la science et la culture (UNESCO)
- 2017-2023 : conseiller au cabinet du ministre des Affaires étrangères
- Avril 2023 - à ce jour : représentant permanent de l’Algérie auprès des Nations unies, à New York
- 31 juillet 2025 - à ce jour : Il a été élu vice-président du Conseil économique et social des Nations unies